# Ceapaev (film)
Ceapaev (în rusă Чапаев), filmul „fraților” Vasiliev, lansat pe 7 ianuarie 1934, la a șaptesprezecea aniversare a Revoluției din Octombrie, a fost considerat primul exemplu de realism socialist în cinema.

## Rezumat
Povestea sa clasică, centrată pe relația dintre Ceapaev, comandantul militar al Roșilor din Războiul Civil, și comisarul trimis de la centru pentru instructaj politic, era o adaptare a cărții scrise de Dmitri Furmanov ce ficționaliza chiar experiențele scriitorului de comisar în divizia legendarului comandant. Filmul a constituit un succes în epocă, fiind văzut în Uniunea Sovietică de peste 30.000.000 de persoane chiar în primul an de la lansare, dar a fost, deopotrivă, foarte vizionat și peste hotare, în special în Statele Unite ale Americii. Admirat și susținut puternic de către Stalin, „Ceapaev” a dictat o modă de filme despre eroi ai Războiului Civil. Popularitatea sa, întinsă pe decenii, a dat naștere și unui ciclu de bancuri pe seama personajelor principale, și chiar după căderea regimului sovietic Ceapaev-ul „fraților” Vasiliev a rămas o referință în cultura populară.

## Distribuție
- Boris Babocikin – Ceapaev
- Boris Blinov – Furmanov
- Varvara Miasnikova – Anka
- Leonid Kmit – Petka

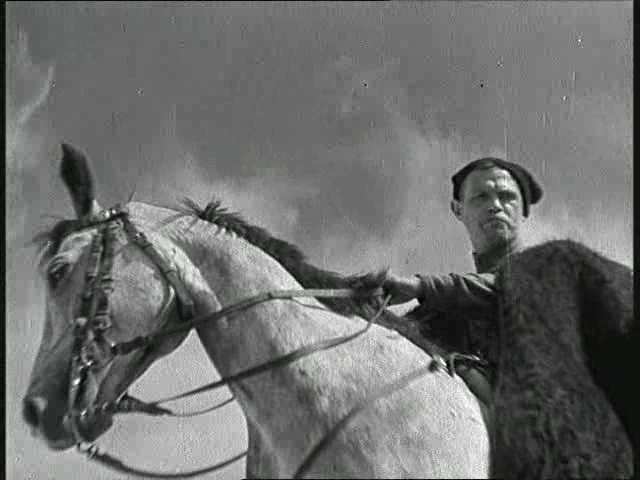

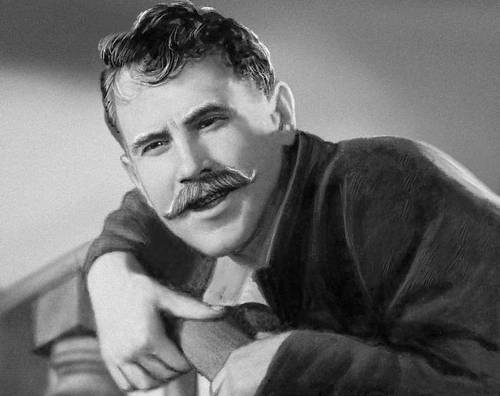

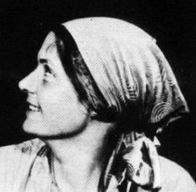

- Illarion Pevțov – Colonel Borozdin
- Stepan Shkurat – Potapov (Petrovich), Borozdin's batman
- Viaceslav Volkov – Elan Brigade Commander
- Nikolai Simonov – platoon commander Zhiharev
- Elena Volințeva – farmer
- Boris Cirkov – farmer
- Serghei Vasiliev – Lieutenant
- Gheorghi Zhzhonov – Teryosha's, Furmanov's orderly
- Mihail Rostovțev – Veterinarian
- Andrei Apsolon – Red Army soldier
- Stepan Krîlov – Red Army soldier
- Gheorghi Vasiliev – officer with a cigarette
- Victor Iablonski – Cossack Plastun (uncredited)
- Emil Gal – vetfeldsher (uncredited)
- Konstantin Nazarenko – trouble-making partisan (uncredited)
- Pavel Leșkov – Borozdin's interlocutor (uncredited)

## Legături externe
Materiale media legate de Ceapaev la Wikimedia Commons
- Chapaev la Internet Movie Database
- Chapaev este disponibil pentru descărcare gratuită la Internet Archive [mai mult]
- Ceapaev (film) la Rotten Tomatoes